# Campeonato Sul-Mato-Grossense
Campeonato Sul-Mato-Grossense är distriktsmästerskapet i fotboll för delstaten Mato Grosso do Sul i Brasilien. Mästerskapet grundades 1979 och innan dess deltog lagen från delstaten i Campeonato Mato-Grossense, eftersom Mato Grosso och Mato Grosso do Sul då var samma delstat. Mesta mästare är, per 2011, Operário med 10 mästerskapssegrar, därefter följer Comercial med 8 segrar, CENE med 4 segrar, Ubiratan med 3 segrar, SERC med 2 segrar samt Corumbaense, Nova Andradina, Coxim, Águia Negra, Ivinhema och Naviraiense med 1 seger vardera. Åren 2006-2011 korades det olika mästare varje säsong, det vill säga sex olika mästare över sex säsonger.